# Gardner Fox
Gardner Fox, född 20 maj 1911 i Brooklyn, New York, död 24 december 1986, var en amerikansk serieförfattare och redaktör. Han har skapat åtskilliga seriefigurer, i synnerhet för serieförlaget DC Comics.
Fox utbildade sig till advokat och arbetade även som det i två år. Men när den stora depressionen slog till i Amerika bestämde han sig för att skriva serier istället. Hans första serie blev "Steve Malone, District Attorney", men det skulle bli superhjälteserier som blev hans huvudsyssla. Fox var bland annat en av de författare som utvecklade Batman till vad han är idag.
Tillsammans med kollegor har Fox även skapat figurer som Sandman, Starman och Dr. Fate (ursprungsversionerna). Hans figurer blev så populära att han kort därefter fick en egen serietidning att styra över, Flash Comics, vars stora dragplåster, den supersnabbe Flash, var ännu en av Fox' skapelser.
När DC Comics bestämde sig för att samla åtta av sina populäraste hjältar i en grupp, var Fox det naturliga valet som författare, då han låg bakom fyra av de åtta hjältarna. Sammanslutningen kallades Justice Society of America och skulle lägga grunden för hur hela DC-universumet ser ut idag.
Under slutet av 1940- och 50-talet minskade intresset för superhjältar bland läsarna och samtliga av Fox' figurer fick stillsamt somna in och försvinna. På 1960-talet vaknade intresset för superhjältar till liv igen och Gardner Fox började åter skriva för genren. Han utvecklades med tiden – serierna blev mer och mer science fiction-inspirerade. Många av de gamla hjältekoncepten omskapades och likheterna med deras 40-talsmotsvarigheter sträckte sig sällan till mer än namnet. Men Fox saknade sina gamla figurer och lät dem dyka upp igen då och då. Fox hittade snart en lösning – de gamla superhjältarna hade befunnit sig på den parallella och snarlika världen Jord 2. Konceptet med parallella jordar höll i sig länge och ett oändligt antal alternativa jordar dök upp, fram till 1985, då den enorma crossover-serien "Crisis on Infinite Earths", satte ihop allting till en enda jord igen.
Fox dog 1986, samma år som den sista delen av "Crisis on Infinite Earths" släpptes.